# Parti vert de Taïwan
Le Parti vert de Taïwan (台灣綠黨, pinyin: Táiwān Lǜ Dǎng, Taïwanais: Tâi-ôan Le̍k Tóng) est un parti politique de Taïwan, actif à la fin du XXe siècle, fondé le 25 janvier 1996. Le parti n'est pas membre et ne devrait pas être confondu avec la Coalition pan-verte. Comme son nom le suggère, le Parti vert de Taïwan se focalise sur les problèmes écologiques. Le Parti vert de Taïwan est membre de la Fédération des Verts d'Asie et du Pacifique et participe au Global Greens.

## Histoire
En 1996, année de fondation du Parti vert de Taïwan, Kao Meng-ting a été élu au Parlement de la République de Chine. Cependant, il a quitté le parti en 1997.
Durant les élections législatives de 2008, le Parti vert de Taïwan a formé une coalition rouge-verte avec une organisation travailliste Raging Citizens Act Now! (人民火大行動聯盟), mais a échoué à gagner un seul siège.
Lors des élections législatives de 2012, le Parti Vert de Taïwan a recueilli 1,7% des voix. Bien qu'il soit encore loin du seuil de 5% permettant d’obtenir des sièges, cela en fait le plus grand parti extraparlementaire à Taiwan. Sa meilleure performance a été enregistrée à Lanyu où se trouve l'installation de stockage de déchets nucléaires de Taiwan. Le parti y a recueilli 35,76% des voix du parti en raison de son positionnement antinucléaire.
Lors des élections locales de 2014, le parti a remporté deux sièges. Wang Hao-yu a été élu au conseil de la ville de Taoyuan et Jay Chou au conseil du comté de Hsinchu.
Lors des élections générales de 2016, le parti a formé une coalition avec le Parti social-démocrate de centre gauche récemment fondé. La coalition a recueilli 2,5% des votes sans gagner de sièges.

## Membres connus
- Linda Gail Arrigo (艾琳達), officier international d'affaires pour le parti ; ex-femme de Shih Ming-teh.

- Kao Cheng-yan (高成炎), militant et organisateur intérimaire ; ancien militant de l'indépendance de Taïwan pendant ses années d'étudiant aux États-Unis ; candidat pour le Yuan Législatif de 2001.

- Kao Meng-Ting (高孟定), qui a gagné un siège dans le Comté de Yunlin pour le Parti vert de Taïwan à l'Assemblée nationale de la République de Chine en 1996, mais a rejoint plus tard le Parti démocrate-progressiste.

- Lai Fen-lan (賴芬蘭), porte-parole 2002.

- Lin Cheng-hsiu (林正修), autrefois Directeur de la Commission Recherche, Développement et Évaluation, de Taipei (apparemment seul membre du parti qui tint un bureau public en 2004) ; il a s'est présenté sans succès comme candidat indépendant dans les élections législatives de 2004. En 2007, Lin semble être devenu un directeur de campagne pour le candidat présidentiel de la Coalition pan-bleue, Ma Ying-jeou .

- Peter Ng (黃文雄): célèbre pour sa tentative d'attentat échouée contre Chiang Ching-kuo en 1970; autrefois Conseiller politique national sur la question des droits de l'homme auprès du Président de la République de Chine ; supporter important du parti depuis sa fondation[4].

- Pan Han-Chiang (潘翰疆), membre du Comité de supervision Central du parti, 1999 ; aussi, vice secrétaire-général du Taiwan Environmental Protection Union.

- Calvin Wen (溫炳原), un ancien Secrétaire-Général du Parti, concourant dans l'élection partielle dans le Da'an District en raison de la démission de Diane Lee en 2009.

- Robin Winkler (文魯彬): avocat et fondateur de Wild at Heart ; naturalisé citoyen taïwanais.